# Чернавский, Юрий Александрович
Ю́рий Алекса́ндрович Черна́вский (род. 17 марта 1947, Тамбов, СССР) — советский, немецкий и американский композитор, аранжировщик, продюсер, музыкант, автор песен; заслуженный артист РСФСР (1989).
Выступал в эстрадных, джазовых, поп- и рок-коллективах СССР. Сотрудничал с известными советскими, российскими и зарубежными исполнителями, продюсировал крупные музыкальные фестивали и проекты. Написал музыку к ряду кинофильмов и мультфильмов. Лауреат музыкальных и телевизионных конкурсов. С 1994 года работает и живёт в Лос-Анджелесе (США). Член авторских организаций GEMA, BMI, РАО.

## Образование
Профессиональное музыкальное образование получил в первой музыкальной школе г. Тамбова (класс скрипки, педагог В. С. Банников) и в Тамбовском музыкальном училище (ныне — Тамбовский государственный музыкально-педагогический институт имени С. В. Рахманинова), которое окончил по классу скрипки (педагог Д. Б. Иванова) в 1965 году.
Позднее учился в Тамбовском филиале Московского института культуры (классы композиции и оркестровки).
После переезда в США обучался по классам композиции, продюсирования, аудио-кино бизнеса (мастер-классы в Голливуде).

## Профессиональная деятельность в СССР

### Ранние годы
- Во время обучения в музыкальном училище Юрий Чернавский создал со своим другом Олегом Куценко (род. 1945)[5] джазовый квинтет, в котором работал в качестве саксофониста и аранжировщика, выступал в его составе на концертах и танцплощадках, участвовал в джаз-фестивале в Саратове[2]. Первый опыт работы в ансамбле пригодился позднее, когда музыкант предпочёл скрипке альт-саксофон, встав на путь джазового артиста[2].
- С 1968 по 1983 год занимался гастрольно-концертной деятельностью.
- В 1969—1973 годах выступал в джазовых оркестрах Бориса Ренского[6], Олега Лундстрема, Леонида Утёсова[3], Дмитрия Покрасса и других[2].
- В 1973—1975 годах работал в качестве лидер-саксофониста и аранжировщика Азербайджанского государственного эстрадно-симфонического оркестра под управлением Муслима Магомаева[2], где в то время был собран состав лучших джаз-музыкантов СССР[3][7], таких как Владимир Терлецкий (главный музыкальный руководитель)[8], Александр Пищиков (соло-саксофон)[9], Николай Левиновский (главный дирижёр), Роберт Андреев[10], Владимир Левитин, Радамес Шакаров, Виктор Бударин[11], Владимир Коновальцев[12], Виктор Епанешников[13], Виктор Двоскин[14], Герман Лукьянов[15] и др.

### Новый этап
- С 1976 года начался новый этап творчества — работа в музыкальном стиле джаз-рок, новая волна и мейнстрим. Юрий Чернавский играл, занимался аранжировкой и выступал в качестве музыкального руководителя и аранжировщика в известных вокально-инструментальных ансамблях «Фантазия», «Красные маки»[16], «Весёлые ребята» и рок-группе «Карнавал». В этот период музыкант освоил клавишные и синтезаторы, проявил себя как вокалист и стал перерастать из аранжировщика в композитора[2]. Его постоянными партнёрами в эти годы были Юрий Китаев (ударные) и Сергей Рыжов (бас-гитара)[3].
- В 1981 году Юрий Чернавский организовал рок-группу «Динамик» в составе: Ю. Китаев, С. Рыжов, В. Кузьмин, Ю. Чернавский и звукорежиссёр Юрий Фомин, выступая в ней как музыкальный руководитель, клавишник, саксофонист, флейтист и аранжировщик[3], реализуя новые музыкальные идеи, положенные в основу двух первых альбомов «Динамика». В 1982 году он ушёл из группы и стал заниматься композицией.

- С 1982 по 1983 год работал в группе «Весёлые ребята» и c ней и с помощью Владимира Матецкого записал рок-альбом «Банановые острова»[17], ставший культовым символом интеллектуально-технической революции 1980-х в СССР[18] и названный критикой сочинением авангардистского направления в рок-музыке[19]. Магнитофонный альбом «Банановые острова» представляет собой интересный эксперимент в области сплава рока с электронной музыкой и фактически первая в СССР работа международного уровня (позже купленная фирмой «EMI Europe»). Помимо этого «Банановые острова» включены в сводку «100 магнитоальбомов советского рока» Александра Кушнира[18]. По опросам ведущих диск-жокеев Москвы и Ленинграда зимой 1984 года, сделанным Артемием Троицким, песни «Здравствуй, мальчик Бананан!» и «Робот» заняли соответственно первое и четвёртое места в своеобразной десятке советских танцевальных хитов. Критики даже не знали, к какой категории причислить этот альбом — остановились на определении «шизофренический рок»[18]. Тот же Троицкий так оценивает альбом «Банановые острова»[20]:

Это один из самых весёлых советских рок-альбомов, записанный одним из самых мрачно выглядящих людей. Юрий Чернавский тощ как спица и угловат в движениях, он носит огромные очки, говорит скрипучим «индустриальным» голосом и вообще похож на персонажа из видеоклипа — не то гуманоида, не то «безумного профессора». Он немолод (родился в 1947 году) и успел переиграть на саксофоне и клавишных в десятках джаз-ансамблей, ВИА и рок-групп (последней был «Динамик»), где создал себе репутацию одного из лучших аранжировщиков в стране и главного эксперта по электронике. Если большинство наших хорошо образованных клавишников подходило к синтезаторам почти так же, как к роялю, играя с фантастической беглостью в стандартных регистрах, то Чернавский исследовал именно тембровые возможности и старался извлекать из инструментов звуки неслыханные.<…> «Банановые острова» — первый сольный проект Чернавского, записанный с помощью экс-члена «Удачного приобретения» Владимира Матецкого и ритм-секции Рыжов—Китаев. Это коллаж стилей, от рок-н-ролла до компьютерной робот-музыки, пронизанный ритмическим «заводом» и по качеству записи стоящий на голову выше любого другого советского диска — официального или «самодельного». Трудно поверить, что это удалось сделать на двух дорожках… Дотошный аккуратист, Чернавский так и не смог найти подходящего вокалиста («они все поют фальшиво») и вынужден был исполнить все песни собственным странным голосом, который в чистом виде звучит почти как «вокодер». Он не тянул нот, скорее, декламировал и великолепно по-актёрски передавал интонации — вся манера напоминала какой-то смешной русский рэп.
По итогам 1983 года за альбом «Банановые острова», записанный при участии ансамбля «Весёлые ребята», дуэт Юрия Чернавского и Владимира Матецкого был назван «Дебютом года» в рубрике «Звуковая дорожка» газеты «Московский комсомолец» согласно опросу журналистов и музыковедов. Помимо этого Чернавский занял второе место в разделе «Клавишные» («Инструменталисты года»). По результатам опроса читателей ленинградской газеты «Смена» Юрий Чернавский в составе «Весёлых ребят» был назван в 1983 году лучшим советским исполнителем на клавишных инструментах, лучшим мультиинструменталистом и вторым (после Игоря Романова из группы «Земляне») аранжировщиком, а дуэт авторов и исполнителей Чернавский — Матецкий за альбом «Банановые острова» был признан лучшими дебютантами, открытиями года.
C 1984 года после ухода из ансамбля «Весёлые ребята» Чернавский стал заниматься записью авторской музыки в личной домашней студии. Он создавал музыку с помощью синтезаторов и ритм-компьютеров (драм-машин), записывая и монтируя её на многоканальных магнитофонах. По словам Чернавского, работал он по следующей схеме: сначала записывал музыкальные наброски на синтезатор (или на магнитофон), затем придумывал в голове аранжировку, а после набирал ритм на драм-машине и под него наигрывал на синтезаторе ту самую мелодию. После чего собирал на синтезаторе другие звуковые дорожки, а полученный результат переносил с синтезатора на магнитофон — на одну дорожку. На следующем этапе он накладывал акустические инструменты и вокал, на саксофоне играл сам, а звучание духовых инструментов (трубы и тромбоны) получал методом электронной имитации с помощью духового мундштука и клавиш синтезатора. Затем Чернавский делал реверберацию, придавая объёмность звуку электронных инструментов, после чего сводил полученный материал на одну дорожку. Одним из результатов этой работы стал альбом «Автоматический комплект», записанный в марте 1984 года.

### Вклад в советскую поп-музыку
- В 1980-е годы Чернавский сотрудничал с такими поэтами, как Андрей Вознесенский, Леонид Дербенёв, Александр Маркевич, Валерий Сауткин и др., писал музыку и работал как композитор и продюсер со многими ведущими советскими исполнителями песен — Аллой Пугачёвой, Алексеем Глызиным, Валерием Леонтьевым, Михаилом Боярским[23], Сергеем Минаевым, Тынисом Мяги, Владимиром Пресняковым-младшим, Анне Вески, Мариной Журавлёвой и др. Его музыкальные пристрастия более тяготели к музыке мейнстрим и электро-фьюжн, нежели к хард-року.
- По итогам 1985 года Чернавский занял вторую строчку в списке «Лучших композиторов года» и был первым в категории «Лучших аранжировок года» (за музыку к кинофильму «Сезон чудес») в рубрике «Звуковая дорожка» согласно опросу читателей газеты «Московский комсомолец». В той же рубрике две песни Чернавского в исполнении Аллы Пугачёвой («Робинзон» и «Белая дверь») были названы «Лучшими песнями года»[24]:

…Чернавский много экспериментирует, ищет новый подход к музыкальной фактуре, активно сотрудничает с кинематографом, мультипликацией, работает над созданием музыки к эстрадным представлениям, пишет песни для Аллы Пугачёвой, поэтому, естественно, имеет своего слушателя…
Комментируя ход конкурса «Самые, самые, самые» в «Московском комсомольце» в 1985 году, композитор Григорий Гладков отмечал:
Популярность песен Юрия Чернавского неудивительна. Это композитор, обладающий огромным талантом. В настоящей песне и музыка, и аранжировка должны быть маленьким открытием. Для создания шлягера есть два пути: либо повториться, вспомнив уже открытое, но несколько забытое (как, например, в мелодии песни «Паромщик»), либо сделать новое открытие. В своё время каждая песня Дунаевского, Соловьева-Седого, Блантера, ансамбля «Битлз» была для слушателей неожиданным открытием, и поэтому каждая новая мелодия становилась популярной. Эта популярность держалась и продолжает держаться не днями и месяцами, а годами. Сегодня таким автором, мне кажется, становится Юрий Чернавский.
- В 1985 году тесно сотрудничавшая с композитором Алла Пугачёва исполнила вместе с бэк-вокалистами знаменитой шведской группы «ABBA» песни Чернавского «Superman» (английский вариант «Робинзона») и «Through the Eyes of a Child», впервые занявшие высшие места в западноевропейских хит-парадах. Песню «Superman» в то время исполняли многие западные группы, в том числе группа «The Pinks[швед.]» даже назвала свой новый альбом «Superman»[27].
- В 1986 году стал основателем и художественным руководителем Всесоюзной студии популярной музыки «Рекорд» (при Министерстве культуры СССР) — первой в СССР крупной независимой профессиональной компании в области энтертейнмента (англ. entertainment), с множеством филиалов по всей стране, давшей старт компаниям Сергея Лисовского, «АТВ» («Авторское Телевидение»), группам «Ласковый май», «Мираж», «Класс», студиям Игоря Бабенко[28], Валерия Жарова, Игоря Матвиенко и др., а также исполнителям — Вячеславу Малежику, Игорю Талькову, Андрею Разину, Наталье Ветлицкой, Сергею Крылову, Олегу Газманову и многим другим[29].
- По итогам 1986 года Чернавский занял пятую строчку в списке «Лучших композиторов года» в рубрике «Звуковая дорожка» согласно опросу читателей газеты «Московский комсомолец». В той же рубрике Владимир Пресняков (младший) занял восьмую строчку в списке «Лучших певцов года» (за исполнение песен Чернавского в кинофильме «Выше Радуги»)[30].

Чернавский заслужил репутацию одного из лучших аранжировщиков и специалистов в области электронной музыки в бывшем СССР, подтверждением чего являются красноречивые признания Аллы Пугачёвой:
Юра не просто человек-компьютер. В этом он обогнал наше время. Он глубокий музыкант, давший мне импульс на многие годы. Юрий Чернавский — самое значительное в эстрадной музыке явление.
К сожалению или к счастью, но у меня часто так бывало, что песни, не вышедшие в эфир, лежали годами. А потом вдруг возникали и становились актуальными, любимыми и популярными. Например, с такими людьми, как Чернавский. Он всегда опережал своё время. Ему уже было неинтересно, а мы только дорастали до этих штанов.

### Международные фестивали
Чернавский работал в качестве музыкального директора и композитора крупнейших международных форумов:
- 1985 — «Ледовый бал», показанный на сцене спорткомплекса «Олимпийский» в дни XII Всемирного фестиваля молодёжи и студентов в Москве[2]
- 1986 — Открытие Игр доброй воли в «Лужниках» (Москва), организованных по инициативе и при содействии Теда Тёрнера (США) и Михаила Горбачёва[2]
- 1987—1988 — Международный Фестиваль советско-индийской дружбы, проходивший в течение двух лет в более чем 30 городах Индии и СССР, с участием Михаила Горбачёва и Раджива Ганди.

### «ЧЮМА»
Группа «ЧЮМА» (Юрий Чернавский и Матвей Аничкин) была задумана в 1989 году как хэви-электроник состав, с гитарами и живыми барабанами. Было записано несколько песен, начались съёмки, но всё остановилось в 1990 году в связи с участием Ю. Чернавского в новом европейском проекте.

## Работа в Германии
С 1990 года Чернавский работал в Берлине (Германия), где создал рекорд-лейбл «How’s that» Music GmbH, совместно с известным хит-мейкером Брюсом Хаммондом Эрламом.
Хиты этой компании, включая проект Mark'Oh с песнями «Love Song» и «Tears Don’t Lie», занимали первые места в европейских хит-парадах в течение полутора лет.
В 1992—1993 году Чернавский как продюсер, композитор и аранжировщик записывает вместе с Брюсом Хаммондом Эрламом, Дугласом Вилгрувом и компанией «Pikosso Records» альбомы «Beyond the Banana Islands» и «Magic Tour», выпущенные позже в России.

## Работа в Голливуде
В 1994 году Юрий Чернавский переехал работать в Голливуд (США), где создал совместную компанию с участием своего 16-летнего сына Дэймона (Дмитрия) Чернавского (англ. Damon Chernavsky) — «LA 3D Motion», которая специализировалась в области компьютерной графики с использованием высоких технологий (CGI) в видео- и киноиндустрии США. Одновременно Чернавский продюсировал сына, который в день своего восемнадцатилетия в 1996 году был удостоен премии MTV Europe Music Awards за участие в лучшем музыкальном видеоклипе года на телеканале MTV Европа в песне «Get Down (You’re the One for Me)» с американской группой Backstreet Boys. Дэймон также работал над клипами для групп и исполнителей 'N Sync, The Boys, Рода Стюарта, Тупака Шакура, Dance Jam и других. В настоящее время Дэймон совладелец голливудской компании FX Postproduction Studio — «Red Square Studios».
Юрий Чернавский сотрудничает с музыкальными семейными кланами Дайон Уорвик — Дэймоном Эллиоттом, семьёй Джексонов — Джермейном Джексоном в проекте «Dance Jam», компаниями Red Square Studios, Track Records, Pikosso Records, EMI, Sony и другими. Путешествует и экспериментирует в области международного шоу-бизнеса с молодыми американскими и европейскими певцами-исполнителями в стиле R&B и рэп, киноактёрами, режиссёрами.
В 2010 году опубликовал книгу воспоминаний — «Здравствуй, мальчик Бананан!».

## С 2010 года
Занимается проектами (один из них — группа «Fox» / Pikosso Records «Hollywood Dreams Vol. 2» — producer Yury Chernavsky) в США и России по продвижению русских идей на всемирный рынок, проводит профессиональный отбор юных артистов для их подготовки и презентации в международном шоу-бизнесе, способствует вовлечению российских телевизионных и кинокомпаний в международную индустрию, созданию сетей культурно-досуговых центров на базе высоких технологий.
В 2011 году совместно с Фондом BFI основал международный благотворительный проект для детей — «Звёзды детям — A Merry Christmas!», идеей которого является сонг-поздравление с Рождеством детей всего мира, в исполнении суперзвёзд и др. VIP международного класса. Почти каждый год к проекту присоединяются всё новые участники со всех концов мира.
Он продюсирует этот проект совместно с музыкантом Дэймоном Эллиоттом. С российской стороны сопродюсером проекта выступила Виктория Макарская.
В марте 2014 года вместе с рядом других деятелей культуры выразил своё несогласие с политикой российской власти в Крыму.
В 2018 году лидер группы Tesla Boy Антон Севидов организовал концерт-посвящение Юрию Чернавскому под названием «Возвращение на Банановые острова» с участием Мириам Сехон, Александра Горчилина, Павла Артемьева, Риты Крон и др.; Чернавский посетил мероприятие.

### Виртуальный проект «Record» v 2.0
С 2008 года совместно с интернет-порталом OpenSpace.ru работал над новым проектом — виртуальным продюсерским центром «Record» v 2.0 (RV2).
Проект RV2 был разработан Чернавским с целью создания профессиональной международной сетевой платформы для молодых музыкантов.

## Государственные награды
- 1989 — почётное звание заслуженный артист РСФСР (присвоено Указом Президиума ВС РСФСР 13 декабря 1989 года).

## Музыкальные произведения

### Песенные композиции
Автор и исполнитель более 200 популярных песен, в том числе:
- «Зурбаган» (слова Л. Дербенёва, исполнитель В. Пресняков-младший)
- «Разноцветный город» (слова А. Маркевича, исполнитель В. Пресняков-младший)
- «Острова» (слова Л. Дербенёва, исполнитель В. Пресняков-младший)
- «Малиновый сироп» (слова Ю. Чернавского, исполнитель В. Пресняков-младший, Н. Нурмухамедова)
- «Белая панама» (слова Л. Дербенёва, песня изначально была записана для фильма «Сезон чудес», но в фильм не вошла; исполнитель А. Пугачёва)
- «Белая дверь» (слова Л. Дербенёва, к фильму «Сезон чудес»; исполнитель А. Пугачёва)
- «Город» (слова Б. Харченко, исполнитель Е. Куликов)
- «Отраженье в воде» (слова Л. Дербенёва, к фильму «Сезон чудес»; исполнитель А. Пугачёва)
- «Otrazhenie_v Vode» (remix by DJ Balkanton) A. Pugacһeva / P. Hilton
- «Робинзон» (слова Л. Дербенёва, к фильму «Сезон чудес»; исполнитель А. Пугачёва)
- «Сирена» (слова Л. Дербенёва, к фильму «Выше Радуги»; исполнитель А. Пугачёва)
- «Кот в мешке» (слова Л. Дербенёва, к фильму «Выше Радуги»; исполнитель В. Пресняков-младший)
- «Только раз» (слова Л. Дербенёва, к фильму «Выше Радуги»; исполнитель М. Боярский)
- «Если видишь мир в сияньи голубом» (слова Л. Дербенёва, к фильму «Выше Радуги»; исполнители В. Врадий и М. Боярский)
- «Я не могу без тебя» (слова Ю. Чернавского; исполнители А. Пугачёва и Ю. Чернавский)
- «Superman» (слова И. Форсман[англ.]; исполнитель А. Пугачёва)
- «Through the Eyes of a Child» (слова И. Форсман; исполнитель А. Пугачёва) (англ.)
- «Я друга жду» (стихи А. Вознесенского, к фильму-концерту «Витражных дел мастер», 1985; исполнитель М. Боярский)
- «Новый год» (стихи А. Вознесенского, 1985; исполнитель М. Боярский)
- «Плюшевый котёнок» (стихи А. Маркевича и Ю. Чернавского, 1985; исполнитель М. Боярский)
- «Каждый день» (стихи Ю. Чернавского, к фильму «Новогодний романс»; исполнитель П. Смеян)
- «Танго» (слова А. Маркевича, исполнитель В. Леонтьев)
- «Маргарита» (слова А. Маркевича, исполнители С. Минаев, В. Леонтьев)
- «Лунное кино» (слова А. Маркевича, исполнитель М. Боярский)
- «Дорога к дому» (слова Г. Кантора, исполнитель М. Боярский)
- «Если ты помнишь» (слова А. Маркевича, исполнители М. Боярский и В. Савельева)
- «По дороге в Голливуд» (слова А. Маркевича, исполнитель В. Леонтьев)
- «Почему?» (слова Г. Кантора, исполнитель «Весёлые ребята» (солист А. Глызин))
- «Человек дождя» (слова А. Маркевича, исполнитель В. Леонтьев)
- «Санта Барбара» (слова А. Маркевича, исполнитель В. Леонтьев)
- «Какаду» (слова Ю. Чернавского, исполнитель С. Крылов)
- «Здравствуй, мальчик Бананан!» (слова Ю. Чернавского, С. Рыжова и В. Матецкого; исполнитель группа «Весёлые ребята» и Ю. Чернавский)
- «Робот» (слова Ю. Чернавского и В. Матецкого; исполнитель группа «Весёлые ребята» и Ю. Чернавский)
- «Банановые острова» (слова Ю. Чернавского; исполнитель группа «Весёлые ребята» и Ю.Чернавский)
- «Зебра» (слова Ю. Чернавского и В. Матецкого; исполнитель группа «Веселые ребята» и Ю. Чернавский)
- «Я иду к тебе» (слова Ю. Чернавского; исполнитель группа «Весёлые ребята» и Ю. Чернавский)
- «Принцесса дискотек» (слова А. Маркевича; исполнитель С. Минаев)
- «Королева зимы» (слова А. Томина, к фильму-концерту «Новогодний лабиринт», исполнитель М. Ляник)
- «Так повелось» (слова и музыка Ю. Чернавского, исполнитель К. Георгиади)
- «I’m OK» (слова Б. Хаммонда Эрлама, исполнитель Брюс Хаммонд Эрлам) (англ.)
- «Кафе танцующих огней» (слова А. Маркевича и Ю. Чернавского, исполнитель А. Пугачёва)
- «Only You» (слова Б. Хаммонда Эрлама; исполнитель Мирко Нончев[нем.], Shape CD)[54] (англ.)
- «Автоматический Комплект» (слова, музыка и исполнение — Ю. Чернавский)
- «Доктор Альберт Карлович» (слова, музыка и исполнение — Ю. Чернавский)
- «Я сам!» (слова, музыка и исполнение — Ю. Чернавский)
- «Gaga Juice» (слова Б. Хаммонда Эрлама; исполнитель Дэймон Эллиотт) (англ.)
- «A Merry Christmas!» / «Stars for Kids» project (музыка Ю. Чернавского; русско-американский благотворительный проект для детей, осуществлённый при участии более 20 звёзд-исполнителей международного уровня)[43]
- «Талисман (Чёрный ангел)», 2007 (музыка Д. Умецкий и Ю. Чернавский, стихи И. Кормильцев, исполнение группа «Кипелов»)[55]

Эти и многие другие песни были выпущены миллионными тиражами на альбомах многочисленных исполнителей.

### Музыка к кинофильмам
Чернавский активно работал в советском кино — с Георгием Юнгвальд-Хилькевичем, Сергеем Соловьёвым, Валерием Пендраковским и другими известными режиссёрами, сочинив музыку к художественным фильмам «Сезон чудес», «Выше Радуги», «Повод», к документальным фильмам на спортивную тему «Время спартакиады», «Движение» и др. К числу основных кинокартин, в которых прозвучала музыка и песни Юрия Чернавского, относятся:
- 1985 — Сезон чудес (Одесская киностудия, СССР; режиссёр Г. Э. Юнгвальд-Хилькевич)[56]
- 1986 — Выше Радуги (Одесская киностудия; режиссёр Г. Э. Юнгвальд-Хилькевич)
- 1986 — Повод (Одесская киностудия; режиссёр Александр Полынников)
- 1987 — Асса (Мосфильм, творческое объединение «Круг», СССР; режиссёр С. А. Соловьёв)
- 2003 — Новогодний романс (Правительство Москвы, киностудия «Партнер+», Россия; режиссёр Г. Э. Юнгвальд-Хилькевич)
- 2004 — С ног на голову (Правительство Москвы, киностудия «Партнер+», Россия; режиссёр Г. Э. Юнгвальд-Хилькевич)
- 2004 — Маша («ТАТА СТУДИО», Россия; режиссёр С. Н. Ткачёв)
- 2007 — Бегущая по волнам (Крымская киностудия «Ялта-фильм», Украина, киноконцерн «Мосфильм», Россия; режиссёр В. Ю. Пендраковский)[57]

### Работа в мультипликации
Написал саундтреки к более чем 20 мультфильмам, в тесном сотрудничестве с Александром Татарским и Игорем Ковалёвым (создателями фильмов «Следствие ведут Колобки», «Крылья, ноги и хвосты», «Кубик», «Полезные советы профессора Чайникова» и т. д., получивших международные золотые призы), а также с другими режиссёрами и авторами. Ниже перечислены мультфильмы, в которых Чернавский выступил в качестве композитора, а в отдельных, указанных, случаях — как сценарист:
- 1984 — Будильник (режиссёр Александр Татарский)
- 1984 — Голубой мяч (режиссёр Розалия Зельма)
- 1985 — Между небом и землёй (режиссёр Раса Страутмане)
- 1985 — Полезные советы профессора Чайникова:
  - Советы профессора Чайникова (режиссёр Раса Страутмане)
  - Как важно беречь тепло (режиссёр Раса Страутмане)
  - Как передвинуть шкаф (режиссёр Раса Страутмане)
  - Как не залить соседей (режиссёр Александр Татарский)
  - Как обогреть палатку (режиссёр Александр Татарский)
  - Как побелить потолок (режиссёр А. Ермолов)
- 1985 — Кубик:
  - Зайца не видали? (режиссёр Александр Федулов)
  - Кубик-Рубик, клоунада (режиссёры Александр Татарский, Игорь Ковалёв)
- 1985 — Крылья, ноги и хвосты (режиссёры Игорь Ковалёв, Александр Татарский)
- 1985 — Туда и обратно (режиссёр Александр Татарский)
- 1986 — Конец (режиссёр Александр Федулов)
- 1986 — Следствие ведут Колобки (серии 1 и 2) (режиссёры Александр Татарский, Игорь Ковалёв)
- 1986 — Тихо! Идёт операция (режиссёр Александр Федулов)
- 1987 — Разрешите пройти (режиссёр Александр Федулов)
- 1987 — Следствие ведут Колобки (серии 3 и 4) (режиссёры Александр Татарский, Игорь Ковалёв)
- 1988 — Правила дорожного движения (режиссёр Мстислав Купрач)
- 1988 — Правитель Турропуто (режиссёр Ольга Розовская)
- 1996 — Братья Пилоты готовят на завтрак макарончики (режиссёр Александр Татарский)[58]
- 1996 — Братья Пилоты вдруг решили поохотиться (режиссёр Сергей Гордеев)[58]
- 1996 — Братья Пилоты иногда ловят рыбу (режиссёр Васико Бедошвили)[58]
- 1996 — Братья Пилоты по вечерам пьют чай (режиссёры Андрей Колпин, Валерий Качаев)[58]
- 1996 — Братья Пилоты показывают друг другу фокусы (режиссёры Николай Козлов, Леонид Стульев)[58]
- 1996 — Братья Пилоты вдруг решили поохотиться (режиссёр Сергей Гордеев)[58]

### Музыка к компьютерным играм
Музыка Юрия Чернавского также использована в саундтреках компьютерных игр:
- 1997 — Братья Пилоты. По следам полосатого слона (компания «1С»; режиссёр Александр Татарский)

## Дискография
Чернавский как продюсер и композитор выпустил в СССР и России несколько самостоятельных работ, включая:
- 1980 — «Кружатся диски», ВИА «Красные маки» (продюсер-композитор, фирма «Мелодия»)[16]
- 1982 — «Динамик I», рок-группа «Динамик» (продюсер, клавишные, синтезаторы, саксофон, флейта, звукорежиссура — сведение)
- 1982 — «Динамик II», рок-группа «Динамик» (продюсер, клавишные, синтезаторы, саксофон, флейта, звукорежиссура — сведение; магнитоальбомы «Динамик I» и «Динамик II» переизданы целиком или частично компаниями «Союз» в 1998 году, 2 CD[59]; «Moroz Records» в серии «Легенды русского рока» в 2001 году, CD; «Grand Records» в 2003 году, 2 CD и на других изданиях)
- 1983 — «Банановые острова» (магнитоальбом; переиздан компанией «SBI Records» в 1995 году, паблишинг компании EMI)[60]
- 1984 — «Автоматический комплект» (магнитоальбом)[61]
- 1985 — «Superman», Алла Пугачёва (World Record Music, сингл)
- 1985 — «Бесконечность» (Аркадий Хоралов; «Мелодия» — С60 23027 006)
- 1986 — «Лунное кино (Михаил Боярский поет песни Юрия Чернавского)» («Мелодия»)
- 1987 — Песни из кинофильма «Сезон чудес» («Мелодия»)
- 1986—1987 — «Следствие ведут Колобки» (саундтрек к мультфильму, CD)
- 1993 — «Следствие ведут Колобки» (саундтрек к компьютерной игре, CD)
- 1994 — «Magic Tour» (продюсер-композитор, EMI/Max-C Ltd., CD)
- 1995 — «По дороге в Голливуд» (Валерий Леонтьев поет песни Юрия Чернавского) (APEX Records, CD)
- 1995 — «Only You» (Pikosso Records, Shape CD, сингл)
- 1996 — «Beyond the Banana Islands» (EMI/General Records, CD)
- 1996 — «Санта Барбара» (APEX Records, CD)
- 2003 — «Динамик 82. Антология 19» (продюсер, клавишные, синтезаторы, саксофон, флейта, звукорежиссура — сведение, Grand Records)
- 2003 — «Юрий Чернавский. Золотая Коллекция» («Мелодия», 2CD)[62]
- 2004 — «Новогодний романс» (саундтрек к фильму, DVD)
- 2005 — «Hollywood Dreams Vol. 2» (продюсер-композитор, EMI/Pikosso Records, CD)

Кроме того, отдельные произведения композитора вышли на пластинках, компакт-дисках и DVD исполнителей, а также на разного рода сборниках, например:
- 1985 — «Алла Пугачева в Стокгольме» (англ. «Alla Pugacheva in Stockholm», «Мелодия»; песня «Through the Eyes of a Child»)[63]
- 1985 — «Watch Out» (шведский альбом А. Пугачёвой, World Music Production; песни «Superman» и «Through the Eyes of a Child»)
- 1985 — «Музыкальный телетайп» («Мелодия»; песня «Робинзон»)
- 1985 — «Робинзон. Песни на стихи Леонида Дербенёва» («Мелодия»; песни «Отраженье в воде», «Белая дверь»)
- 1985 — «Superman». Группа «The Pink’s» («Mariann Records»/EMI)
- 1995 — «Лучшая русская поп-музыка» (General Records, CD)
- 1996 — «На дороге ожиданий», Алла Пугачёва (General Records, CD, MC; песни «Отраженье в воде», «Белая дверь», «Сирена»)
- 1996 — «Зурбаган», Владимир Пресняков-младший («Студия Союз», CD; песни «Зурбаган», «Острова», «Разноцветный город»)
- 1997 — «Это завтра, а сегодня…», Алла Пугачёва (General Records, CD, MC (GR97085CD); песни «Белая панама», «Кафе танцующих огней»)
- 2001 — «The Best Video. Видеоклипы», Алла Пугачёва (Алла Пугачёва, Арт-студия «Алла», DVD; песня «Кафе танцующих огней»)
- 2004 — «Grand Collection: Валерий Леонтьев» («Квадро-Диск», CD; песня «Маргарита»)
- 2014 — «Робот», группа Би-2 («МируМир», винил),
- 2012—2014 — «Антология Юрия Чернавского» — (Лейбл «МируМир») серия следующих виниловых альбомов :
  - «Банановые Острова» — виниловый альбом
  - «Автоматический комплект (альбом)» — виниловый альбом
  - «Алла Пугачёва поёт песни Ю. Чернавского» — виниловый альбом
  - «Валерий Леонтьев поёт песни Ю. Чернавского» — виниловый альбом
  - «По ту сторону Банановых Островов» («Beyond the Banana Islands») — двойной виниловый альбом

и множество других.

## Семья
Отец Александр Николаевич Чернавский (1900—1980), мать Александра Чернавская (1912—1998).
Проживает с семьёй в городе Беверли-Хиллс (Лос-Анджелес, Калифорния, США).
Жена Татьяна Чернавская, 1951 г. р. Сыновья Дмитрий (Damon) Чернавский, 1977 г. р., работает в голливудской киноиндустрии (CGI-компьютерная графика, FX-спецэффекты, компьютер-артист, режиссёр), Александр (Alex) Чернавский, 1985 г. р., окончил Университет Южной Калифорнии в 2007-м году (Лос-Анджелес). Продюсер, бизнесмен.